# Conops ceriaeformis
Conops ceriaeformis – gatunek muchówki z podrzędu krótkoczułkich i rodziny wyślepkowatych.
Gatunek ten opisany został w 1824 roku przez Johanna Wilhelma Meigena.
Muchówka o smukłym ciele długości od 10 do 14 mm. Głowa jej ma całkowicie czarne czoło, czarne ciemię z jedwabistym opyleniem, żółty wzgórek przyoczkowy oraz pozbawiona jest czarnych plam na policzkach. Ryjek jest długi, czarny. Barwa czułków również jest czarna. Tułów ma głównie lub całkowicie czarną tarczkę, a na bocznych płytkach srebrne plamy, które u samców mogą być słabiej zaznaczone. Barwa przezmianek jest żółta. Odnóża są żółte z brunatnoczarnymi ostatnimi członami stóp i czubkami pazurków oraz szeroko zaciemnionymi środkowymi częściami ud. Środkowa i tylna para ud jest u samic silnie, a u samców słabo pogrubiona. Czarny odwłok ma żółte przepaski na tylnych krawędziach segmentów, szerokie u samca a bardzo wąskie u samicy. Narządy rozrodcze cechuje mała teka.
Owad znany z Hiszpanii, Wielkiej Brytanii, Francji, Niemiec, Szwajcarii, Austrii, Włoch, Polski, Litwy, Czech, Słowacji, Węgier, Ukrainy i Rumunii.